# Гедеон (Вишневський)
Гедеон Вишневський (нар. 19 червня 1678 — 2 червня 1761, Смоленськ) — український церковний діяч, ректор Московської слов'яно-греко-латинської академії, просвітник, єпископ Смоленський і Дорогобузький синодальної Російської православної церкви, засновник Смоленської духовної семінарії. Вихованець та викладач Києво-Могилянської академії.

## Біографія
Народився в Україні. Вищу освіту здобув у Києво-Могилянській академії.
Вчився також у Вільно, Каунасі та Львові. Дістав ступінь доктора філософії («докторський берет»). Потім — викладач піїтики та риторики в Києво-Могилянській академії. Залишився прочитаний ним тут у 1711-1712 навчальному році курс риторики — «лат. Regia sublimibus eloquentiae alta columnis nobil Roxolanae iuventuti exstructa anno 1711 mense Novembri die 6» («Високий царський палац, зведений піднесеними колонами красномовності, для шляхетного юнацтва України року 1711, місяця листопада 6 дня»). У зв'язку з загостренням стосунків з Феофаном Прокоповичем залишив КМА.
У 1712 році — вчитель риторики в одній з родин Чернігівського полку на Гетьманщині.
У 1714 емігрував до Московії, де працює на посаді професора риторики, потім — філософії у Московській слов'яно-греко-латинській академії. Розробив латиномовний курс філософії «Всезагальна філософія Арістотеля, викладена згідно з чином християнської істини».
3 1718 — префект, а з 1720 — ректор і професор богослов'я Московської слов'яно-греко-латинської академії й архімандрит Московського Заіконоспаського монастиря. Виступав проти протестантських тенденцій в богословському вченні Т. Прокоповича.
3 1728 — єпископ Смоленський i Дорогобузький. Заснував Смоленську духовну семінарію, школи в Дорогобужі, Рославлі, Білому i Топорці. Викладачі риторики Смоленської семінарії мали за взірець риторичні підручники українських вчених, як про це свідчить, зокрема, прочитаний тут у 1741 році курс риторики «лат. Navis Borysthenia fixa sub hac beata urbe Smolescensi ad fortunatas oratoriae eloquentiae insulas Rossiacum Jasonem reverens seu modus orationi praeceptorum arte atque regalis ad perfectionem sciendi notitiam rhetorices dirigens. Ad superandos difficultatum scopulos in orthodoxa Smoleno Wiszniowiana academia floridae Rossiacae iuventuti expositus annoque [… ] Rossiacus Jason. Feliciter secundis spirantibus ventis. Sub auspiciis illustrissimi Gedeonis Wiszniowski ad propositum portum dirigere caepit 1741, prima die Decembris» («Дніпровський корабель, що пришвартувався під цим щасливим містом Смоленськом, що привіз назад руського Ясона до блаженних островів ораторського красномовства, або Спосіб настанов в ораторському мистецтві, який спрямовує до більш досконалого пізнання риторики. Викладений для подолання вершин складності у православній Смолено-Вишневіанській академії квітучому російському юнацтву року [… ] Російський Ясон почав щасливу путь до бажаного порту під сприятливим вітром за протекцією ясновельможного Гедеона Вишневського 1741 року, в перший день грудня»).
Вишневський завжди спирався на досягнення Києво-Могилянської академії i підтримував її добру славу. Йому належить відомий вислів «рос. изобиловала всегда людьми учеными Академия Киевская и от нее, аки от онных преславных Афин вся Россия источник мудрости черпала».
Вишневський — автор похвальних слів, присвячених найближчому оточенню імператора Петра I. Написав «рос. Приветственную песнь» імператору Петру II i «рос. Конклюзии» з приводу коронації імператриці Єлизавети Петрівни, які синод ухвалив видати.
Вишневський займався історичними дослідженнями. Склав
- (рос.)«Историческое описание города Смоленска» i
- (рос.)«Дополнение к истории Московской Академии» (1726).

Похований у Смоленському Успенському соборі.

## Творчість
Вишневському належать такі твори:
- (рос.)«Историческое известие о Московской Академии, сочиненное в 1726 году от справщика Федора Поликарпова и дополненное преосвященным епископом Смоленским Гедеоном Вишневским». В кн.: Новиков Н. И. «Древняя Российская Вивлиофика»; «Историческое и географическое описание города Смоленска».